# مسؤولية الحرب الروسية الجورجية
ألقى كلا جانبي حرب عام 2008 بين روسيا وجورجيا باللوم على الطرف الآخر في بدء الحرب.
خلص عدد من التقارير والباحثين (من بينهم خبراء روس مستقلون) إلى أن النزاع بدأ في وقت أبكر بكثير من بدء العملية العسكرية الجورجية في 7 أغسطس عند الساعة 23:35 وأن روسيا كانت المسؤول عن الحرب. حاجج البعض بأن القصف الذي نفذه الانفصاليون في أوسيتيا الجنوبية في مطلع أغسطس كان لإثارة رد عسكري جورجي وبالتالي التدخل العسكري الروسي. ولفت بعض الباحثين الانتباه إلى المناورات العسكرية «كافكاز 2008» التي اختتمت مطلع أغسطس. خلال هذا المناورات، وُزّع إشعار مكتوب بعنوان «أيها الجندي، اعرف عدوك المحتمل» (عُرّف العدو على أنه جورجيا) بين المشاركين الروس.
بينما ألقى تقرير مستقل بتكليف من الاتحاد الأوروبي باللوم على جورجيا في بدء الحرب، وخلص إلى أن «الأعمال العدائية المفتوحة بدأت بعملية عسكرية جورجية واسعة النطاق ضد تسخينفالي والمناطق المحيطة بها» في 7 أغسطس، أشار التقرير إلى أن التوترات كانت تتصاعد منذ سنوات، مع أعمال استفزازية من كلا الجانبين. وتابع التقرير بالقول إنه «لا توجد طريقة لتحميل المسؤولية الكاملة عن النزاع لطرف واحد». وذكر التقرير أيضًا أنه «لم يكن هناك هجوم مسلح مستمر من قبل روسيا قبل بدء العملية الجورجية»، وأن «المزاعم الجورجية بوجود واسع النطاق للقوات المسلحة الروسية في أوسيتيا الجنوبية قبل الهجوم الجورجي لا يمكن إثباتها من خلال المهمة» وأن استخدام جورجيا للقوة ليس له ما يبرره بموجب القانون الدولي. ومع ذلك، وجد التقرير أن الرد العسكري الروسي، على الرغم من كونه قانونيًا في البداية، انتهك القانون الدولي مع دخوله جورجيا. وفي حين ألقى التقرير باللوم على كلا الجانبين في جرائم الحرب، خلص التقرير إلى أن التطهير العرقي نفذته جماعات شبه عسكرية مدعومة من روسيا في أوسيتيا الجنوبية ورفض المزاعم الروسية بارتكاب إبادة جماعية ضد سكان أوسيتيا الجنوبية. 

## مواقع المقاتلين

### جورجيا
قالت جورجيا في البداية إن هجومها العسكري رد على قصف أوسيتيا لقرى جورجية، وكان يهدف إلى «استعادة النظام الدستوري» في أوسيتيا الجنوبية. وقالت جورجيا أيضًا إنها تهدف إلى مواجهة غزو روسي. خلال اجتماع مجلس الأمن التابع للأمم المتحدة في 8 أغسطس، قالت جورجيا إن أولى القوات الروسية دخلت أوسيتيا الجنوبية الساعة 05:30 صباحًا في 8 أغسطس. في مرسوم يأمر بالتعبئة العامة نُشر في 9 أغسطس، أشار ساكاشفيلي إلى أن القوات الروسية قد تقدمت عبر نفق روكي في 8 أغسطس (بعد الهجوم الجورجي). واصلت الحكومة الجورجية الحفاظ على موقفها، وقالت إنه نحو الساعة 11:30 مساء يوم 7 أغسطس، جرى تلقي معلومات استخباراتية تفيد بأن 150 مركبة عسكرية روسية دخلت الأراضي الجورجية عبر نفق روكي. في مقابلة مع دير شبيغل، قال ساكاشفيلي إنه «أراد إيقاف القوات الروسية قبل أن تتمكن من الوصول إلى القرى الجورجية». «عندما تحركت دباباتنا باتجاه تسخينفالي، قصَف الروس المدينة. إنهم هم –وليس نحن- من حول تسخينفالي إلى أنقاض». أذاعت جورجيا مكالمات هاتفية جرى اعتراضها زُعم أنها تبيّن أن جزءًا من فوج مدرع روسي عبر إلى أوسيتيا الجنوبية قبل يوم كامل تقريبًا من هجوم جورجيا على العاصمة، تسخينفالي، في وقت متأخر من يوم 7 أغسطس.

### روسيا
تقول روسيا إنها تحركت للدفاع عن المواطنين الروس في أوسيتيا الجنوبية وقوات حفظ السلام التابعة لها المتمركزة هناك. قيل إن قوات حفظ السلام الروسية في أوسيتيا الجنوبية قد تكبدت خسائر في الأرواح خلال الحرب. وفقًا لمسؤول روسي رفيع المستوى، صدرت أوامر للوحدة القتالية الروسية الأولى بالتحرك عبر نفق روكي عند فجر 8 أغسطس (بعد بدء الهجوم الجورجي). مدافعًا عن قرار روسيا بشن هجوم في أراض جورجية غير متنازع عليها، قال وزير الخارجية الروسي سيرجي لافروف إن روسيا ليس لديها خيار سوى استهداف البنية التحتية العسكرية التي تدعم الهجوم الجورجي. في بداية الأمر، ذهبت روسيا إلى حد اتهام جورجيا بارتكاب إبادة جماعية ضد الأوسيتيين. وزُعم أن جورجيا أطلقت على عملية الهجوم اسم «الحقل الخالي». وزعمت روسيا أيضًا أن جورجيا كانت تخطط لشن عملية «روك» لمدة يومين لاستعادة أبخازيا. أطلقت روسيا على عملها العسكري اسم «عملية إجبار جورجيا على السلام». 
وفقًا للعالم السياسي سفانتي كورنيل، أنفقت موسكو الملايين في حملة علاقات عامة لإقناع العالم بأن جورجيا، لا روسيا، هي التي بدأت الحرب (على الرغم من أدلة وفيرة، بما في ذلك بعض وسائل الإعلام الروسية، على عكس ذلك). 
بعد ثلاث سنوات على حرب أغسطس، اعترف الرئيس الروسي ديميتري ميدفيديف بأنه كان من الممكن توسيع الناتو ليقبل الجمهوريات السوفييتية السابقة إذا لم تغزو روسيا جورجيا في عام 2008 للدفاع عن إقليم متمرد. وذكر ميدفيديف في كلمة ألقاها أمام الجنود في قاعدة فلاديكافكاز «لو تعثرتم في عام 2008، لكان الوضع الجيوسياسي مختلفًا اليوم». في أغسطس 2012، قال فلاديمير بوتين إن روسيا وضعت خطة لمواجهة هجوم جورجيا قبل وقت طويل من نزاع أغسطس في القوقاز. وقال إن الخطة قد طُوّرت من قبل هيئة الأركان العامة الروسية في أواخر عام 2006 وأوائل عام 2007 وجرى التفاوض عليها مع بوتين، الذي كان يقضي ولايته الرئاسية الثانية في تلك الفترة. وفقًا لبوتين، دُرّبت ميليشيا أوسيتيا الجنوبية بموجب هذه الخطة. وعلى الرغم من ذلك، رفض الكشف إذا ما أصر على استخدام القوة عندما بدأت الحرب. 

### جنوب أوسيتيا
دعت حكومة أوسيتيا الجنوبية في تسخينفالي إلى مساعدة روسيا لمنع «الإبادة الجماعية» حين بدأ القصف الجورجي، وقالت إن تسخينفالي كانت عرضة لـ«النيران الأكثر ترويعًا». 

### أبخازيا
حين شنت أبخازيا عملية عسكرية للاستيلاء على وادي كودوري، قال الرئيس سيرغي باجابش: «ربما من أجل تحقيق أهدافنا، يتعين علينا انتهاك أجزاء معينة من اتفاق موسكو الموقّع في 14 مايو 1994 بشأن وقف إطلاق النار، إلا أننا لم نكن أول من انتهكها». 

## وصول الجيش الروسي إلى أوسيتيا الجنوبية

### وتستمر الحياة (مقالة إخبارية)
«وتستمر الحياة» هي مقالة نشرت في عدد 3 سبتمبر 2008 للصحيفة الرسمية لوزارة الدفاع الروسية، النجم الأحمر. ونُشرت المقالة أيضًا على موقع الصحيفة على شبكة الإنترنت. استندت المقالة إلى مقابلة مع ضابط شارك في العملية العسكرية في أوسيتيا الجنوبية في أغسطس 2008. بعد النشر الأولي، التقطتها المدونات ووكالات الأنباء على الإنترنت لأنها كانت تتناقض مع الجدول الزمني الرسمي للتوغل الروسي في أوسيتيا الجنوبية. إلا أن المقالة صُححت في وقت لاحق. سرعان ما حُذفت المقالة من موقع الصحيفة على شبكة الإنترنت وعلّقت وسائل الإعلام الرئيسية على الاختفاء، وكانت نيويورك تايمز من بينها. تعرض المقالة تفاصيل تجربة الحرب للكابتن الروسي للفوج رقم 135 المسمى دينيس سيدريستي. قال إن وحدته تلقت أوامر بوقف تدريبها والانتقال إلى تسخينفالي في 7 أغسطس، وكان هناك حين اندلعت الأعمال العدائية. قال سيدريستي إنه شاهد الهجوم الجورجي على تسخينفالي في منتصف الليل تقريبا. 

### تقارير أخرى لوسائل الإعلام الروسية
في 4 أغسطس 2008، أفاد موقع life.ru بعد نهاية عمليات «كافكاز 2008»، أن المظليين من بسكوف بقوا لاحتلال المواقع الرئيسية على ممري روكي وماميسون على الحدود.